# Atacama-observatorium van de Universiteit van Tokio
Het Atacama-observatorium van de Universiteit van Tokio (Engels: University of Tokyo Atacama Observatory, TAO) is een astronomisch observatorium, gelegen op de top van de Cerro Chajnantor, een 5640 meter hoge lavakoepel in de Atacamawoestijn in Noord-Chili. Het observatorium ligt minder dan 5 kilometer ten noord-noordoosten van de plaats waar de Atacama Large Millimeter Array (ALMA) van de ESO zich bevindt, maar ligt circa 580 meter hoger. Het is het hoogstgelegen aardgebonden astronomische observatorium ter wereld.
De bedoeling van het project is, een telescoop van 6,5 m te bouwen voor zichtbaar en infrarood licht. Als eerste stap is een telescoop van 1 m gebouwd, genaamd miniTAO, die in maart 2009 zijn eerste licht in het zichtbare bereik zag. De eerste middelinfrarode waarnemingen vonden in november 2009 plaats.

## Nadere beschrijving
De primaire spiegel van de telescoop heeft een diameter van 6,5 m en krijgt een zilvercoating. De secundaire spiegel krijgt adaptieve optiek voor het compenseren van atmosferische turbulenties. Met een derde spiegel kan omgeschakeld worden tussen verschillende instrumenten. Er is voorzien in een Cassegrainbrandpunt voor instrumenten in het midden-infrarode bereik, een Nasmythbrandpunt voor het nabij-infrarood (1...3 μm) en een tweede Nasmythbrandpunt voor het ver-infrarood.